# Pain of Salvation

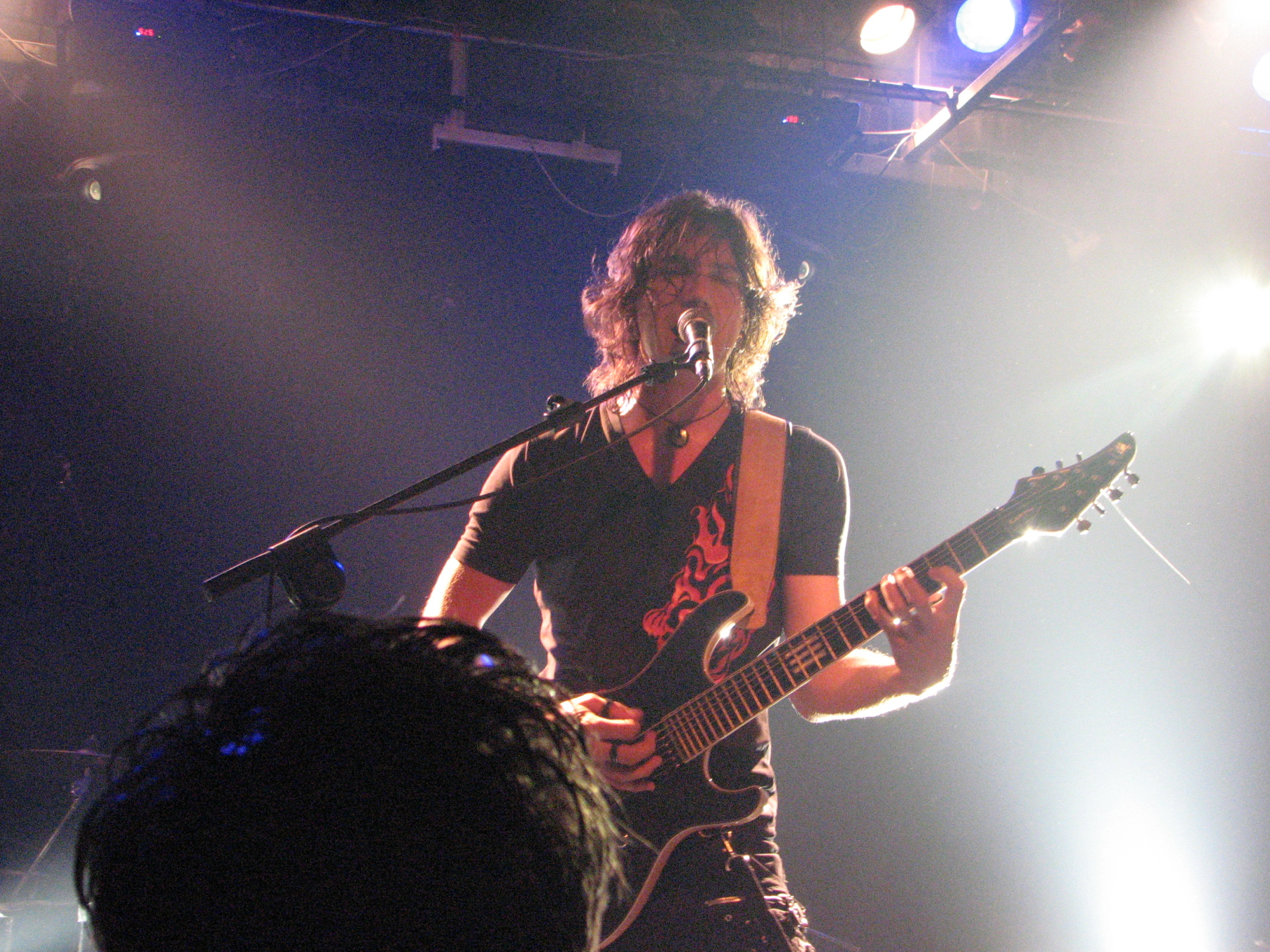
Основоположник группы Даниэль Гильденлёв

Pain of Salvation — шведская музыкальная группа, исполняющая прогрессив-метал. Была создана Даниэлем Гильденлёвом под названием Reality в 1984 году в городе Эскильстуна, Швеция. В 1991 году получила своё нынешнее название. По состоянию на 2020 год группа выпустила 11 студийных альбомов, каждый из которых является концептуальным — то есть все композиции альбома объединены некоторой общей идеей.
За время существования группы в ней принимало участие большое количество музыкантов. На данный момент Pain of Salvation включает четырёх участников: бессменного вокалиста, гитариста и автора песен Даниэля Гильденлёва, гитариста Йохана Халгрена, ударника Лео Маргарита и Даниэля «D2» Карлссона, играющего на клавишных.

## История

### Ранние годы (1984—1996)
В 1984 году Даниэль Гильденлёв, которому на тот момент было 11 лет, основал группу под названием Reality. Одними из первых её участников, помимо Гильденлёва, были Даниэль Магдик, игравший на гитаре, Микаэль Петтерссон — на ударных и басист Йоаким Страндберг. В 1987 году Reality участвовали в ежегодном шведском музыкальном конкурсе «Rock-SM», в котором были самыми молодыми участниками. Даниэль Гильденлёв на этом конкурсе стал победителем в категории «Лучший вокалист». В 1990 году группу покинули Петтерссон и Страндберг. Вместо них к коллективу присоединились ударник Йохан Лангелль и басисты Густав Хильм и Магнус Йоханссон, последний из которых был в составе группы до 1992.
В 1991 году Даниэль Гильденлёв переименовал группу в Pain of Salvation. По его словам, название для группы он придумал на уроке математики. В течение следующих трёх лет группа участвовала в различных конкурсах и мероприятиях, зарабатывая при этом национальное призвание.
В 1994 году младший брат Даниэля, Кристоффер Гильденлёв, заменил Густава Хильма на бас-гитаре. Таким составом — братья Гильденлёв, Магдик и Лангелль — группа записала демо-альбом Hereafter, в который был включён как новый, так и старый материал. Хотя участники Pain of Salvation сделали несколько записей и раньше, это было первое демо, записанное с целью получения контракта с лейблом и продвижения звукозаписывающим компаниям. На тот момент у группы не было клавишника, и именно благодаря этой демо-записи в 1996 году к составу присоединился Фредрик Херманссон.

### Entropia и One Hour by the Concrete Lake (1997—1999)
В 1997 году группа записала свой дебютный альбом Entropia на студии Roasting House Studio. В августе того же года альбом был выпущен в Азии, где получил хорошие отзывы. В Европе альбом вышел только в 1999 году, уже после релиза второго альбома группы, когда Pain of Salvation получила контракт с лейблом InsideOut Music. Альбом Entropia описывался как «столь необходимый глоток свежего воздуха для жанра, который полон самопародии и баловства». Их концептуальный подход «представлен эмоциями, интеллектом, целостностью, страстью и остротой». Рецензент из Sea of Tranquility поставил альбому высокую оценку, назвав его «бодрящим и свежим».
В 1998 году подготовка ко второму альбому была прервана из-за ухода из группы Даниэля Магдика, который, как сообщалось, не был готов к выполнению растущих требований, связанных с ростом успеха группы. Его заменил Йохан Халгрен, который ранее играл в Crypt of Kerberos. Второй альбом группы One Hour by the Concrete Lake был записан в 1998 году. В июле того же года он был выпущен в Азии на Avalon Records. Второй альбом Pain of Salvation считается более мрачным и сложным, чем Entropia. Один из рецензентов отметил, что этот концептуальный альбом «содержит несколько независимых подтем, и, вместо того, чтобы напрямую рассказывать историю, он сочетает [интересные] лирические темы очень необычным и успешным путём». Некоторыми из этих подтем являются: воздействие ядерных отходов на окружающий мир, в частности загрязнение озера Карачай в СССР; права, верования и миграция коренных народов; войны и применение огнестрельного оружия. После выхода второго альбома Pain of Salvation подписали контракт с лейблом InsideOut Music, а позже с американским InsideOut Music America. Позднее группа отправилась в европейский тур в поддержку других прог-метал групп, таких как Threshold и Eldritch. В 1999 году Pain of Salvation приняли участие в прог-метал фестивале ProgPower Europe в Тилбурге, Нидерланды.

### The Perfect Element, Part I, Remedy Lane и 12:5 (2000—2003)
После небольшого перерыва, в 2000 году группа записала свой третий альбом — The Perfect Element, Part I. Концепцией нового альбома стали события человека, происходящие в период перехода от юности к взрослой жизни, в том числе события взрослых людей, которые были травмированы в детстве — столкнулись с оскорблениями, изнасилованием, эмоциональными пытками. Выпущенный в октябре 2000 года, альбом отличался от предыдущих работ группы большей простотой и мелодичностью, при этом не изменяя сложности аранжировки и концепции. Один из рецензентов отметил, что The Perfect Element, Part I является важной вехой в развитии группы, оценив концептуальное развитие альбома и эксперименты в написании песен. В поддержку нового альбома, Pain of Salvation гастролировали по Европе с сентября по октябрь 2000 года вместе с Arena. В феврале 2001 группа выступила на фестивале ProgPower USA вместе с Evergrey и Symphony X.
В 2001 года Pain of Salvation записали свой четвёртый альбом Remedy Lane, который был написан Даниэлем Гильденлёвом за двухмесячный период в студии Roasting House в Швеции. Remedy Lane — полуавтобиографический альбом Гильденлёва, посвящённый воспоминаниям о детстве — личных проблемах, конфликтах, любви и потерях. Альбом был выпущен в январе 2002 года. Во время тура, посвящённого выходу нового альбома, группа выступала вместе с Dream Theater.
12 мая 2003 года, в своём родном городе Эскильстуна, Pain of Salvation записали акустический концерт 12:5. На нём были представлены переработанные песни из предыдущих альбомов. Концертный альбом был выпущен в начале 2004 года. По мнению одного из рецензентов: «В этом альбоме они действительно демонстрируют настоящий талант музыкантов<…>».

### BE и Scarsick (2004—2008)

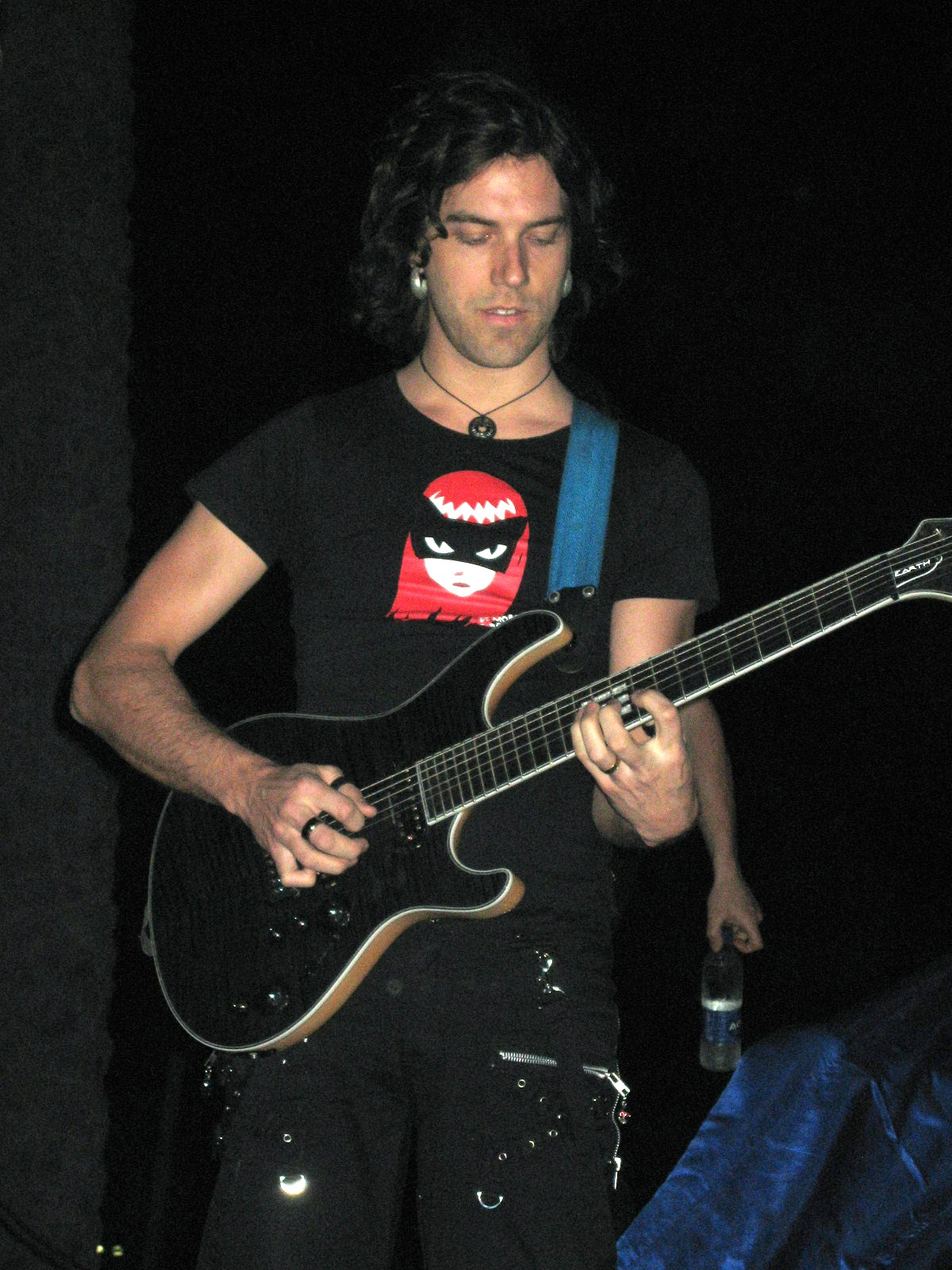
Даниэль Гильденлёв, выступление в 2007 году

На протяжении двух лет, с 2003 по 2004 год, группа работала над амбициозным альбомом, концепция которого основана на теме природы Бога и человечества. Выход альбома, получившего название BE, состоялся в сентябре 2004 года. Альбом вызвал разногласия среди критиков и фанатов. Так, рецензент Allmusic негативно оценил альбом: «Можно с уверенностью сказать, никогда в истории рок-н-ролла альбом не скрипел так тревожно под тяжестью громоздкой концепции<…> BE не имеет ни малейшего шанса на музыкальный успех. <…> На самом деле, такие альбомы наделяют прог-жанр дурной славой». Критик из Sea of Tranquility прокомментировал: «<…> Слушать это увлекательно, хотя и сложно. С одной стороны ему [альбому] может не хватать связности, но с другой встречаются проблески гениальности, которые делают его незаменимым для авантюрного слушателя».
21 февраля 2006 года Кристоффера Гильденлёва попросили покинуть группу из-за того, что он не мог присутствовать на репетициях, поскольку группа репетировала в Швеции, а басист проживал в Нидерландах. Новый альбом группы под названием Scarsick был выпущен 22 января 2007 года. Он, как и предыдущий альбом, получил неоднозначные отзывы от музыкальных критиков. Как сообщил Даниэль Гильденлёв, Scarsick является тематическим продолжением The Perfect Element, Part I. Так как брат Гильденлёва покинул группу, партии на бас-гитаре для альбома были записаны самим Даниэлем. В поддержку Scarsick Pain of Salvation с февраля 2007 года гастролировали по Европе, причём роль басиста на время тура занял Саймон Андерссон, позднее присоединившийся к коллективу на постоянной основе. Дальше группу снова ждали изменения. 29 апреля 2007 года, в конце европейского тура, ударник Йохан Лангелль сообщил, что покидает группу по семейным обстоятельствам, его место занял Лео Маргарит. В конце 2008 года Саймон Андерссон покинул группу. Во время следующих туров в группе принимали участие приглашённые музыканты — Пер Шеландер и Даниэль Карлссон.
13 февраля 2009 года стало известно, что Pain of Salvation совместно с группой Beardfish примут участие в туре Dream Theater «Progressive Nation 2009». Однако из-за потери финансирования у лейбла Inside Out от дочерней компании SPV GmbH, вследствие её банкротства, группы были вынуждены отказаться от участия в совместном туре.

### Road Salt One и Road Salt Two (2008—2013)
1 ноября 2008 года Pain of Salvation выпустила песню «Mortar Grind» из будущего альбома. Будущий проект в первое время работы группа описывала в концепции двойного альбома, однако работа над ним была отложена из-за банкротства SPV GmbH. Через некоторое время она была приобретена Century Media Records, что позволило группе закончить работу над проектом. Однако когда Даниэль Гильденлёв вернулся к нему, то пересмотрел изначальную идею двойного альбома. В итоге он разделил проект на 2 самостоятельных релиза: Road Salt One и Road Salt Two.
В декабре 2009 года стало известно, что песня «Road Salt» из Road Salt One будет представлена на музыкальном шведском конкурсе Melodifestivalen, который определяет представителя от Швеции на конкурс Евровидение. Группа выступила в первом полуфинале, где заняла второе место, однако в этапе «Второй шанс» она проиграла Пернилле Вальгрен и не вышла в финал.
Альбом Road Salt One был выпущен 17 мая 2010 года в большей части Европы и 8 июня — в Северной Америке, а Road Salt Two — в сентябре 2011 года.
В конце 2011 — начале 2012 года состав группы ждали значительные изменения: ушли гитарист Йохан Халгрен и клавишник Фредрик Херманссон. Вместо них к группе присоединились ранее работавший с коллективом гастрольный басист Даниэль «D2» Карлссон в качестве клавишника и Рагнар Золберг в качестве гитариста. Также в группу вернулся Густав Хильм.

### Falling Home, In the Passing Light of Day и Panther (2014-настоящее время)
В 2014 году Pain of Salvation выпустили Falling Home — акустический альбом, содержащий переосмысленные версии некоторых прошлых песен, 2 кавер-версии и 1 новую песню (заглавный трек «Falling Home»).

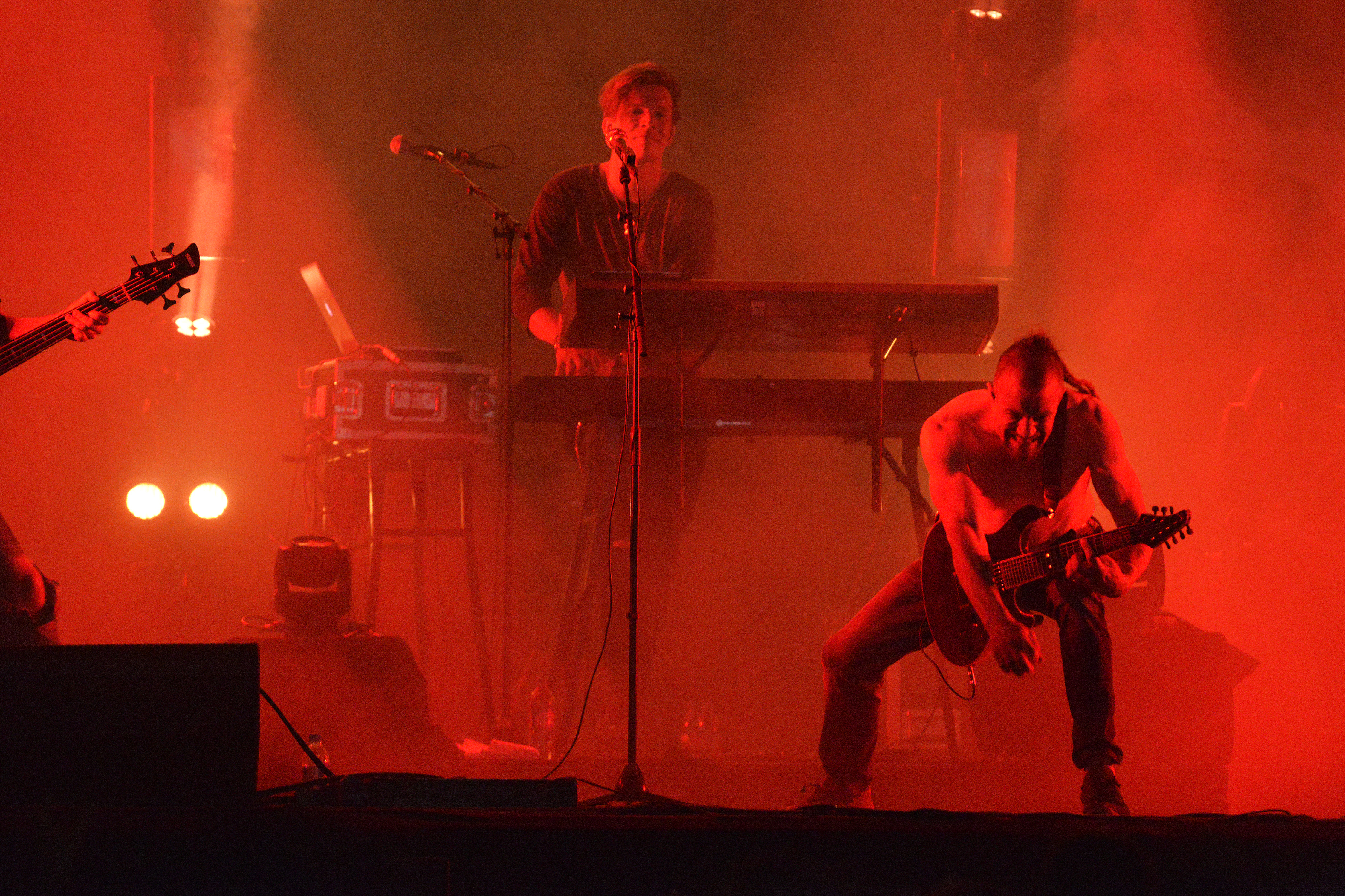
Pain of Salvation на рок-фестивале Hellfest, 2017 год

В этом же году Даниэль Гильденлёв попал в больницу со стрептококовой инфекцией, вызвавшей некротический фасциит на спине. Инфекция проникла в спинной мозг музыканта, что в свою очередь могло привести к летальному исходу. Гильденлёву была проведена экстренная операция, после которой начался длительный процесс восстановления, продлившийся несколько месяцев. Из-за этого музыкант не смог участвовать в турне группы Transatlantic.
В 2016 году Pain of Salvation выпустили ремикс-версию Remedy Lane, а также Remedy Lane Re: living — концертную запись альбома. В этом же году группа анонсировала свой новый альбом — In the Passing Light of Day, концепция которого основана на пережитом Гильденлёвом опыте госпитализации и борьбы за жизнь. Он был выпущен 13 января 2017 года. Один из рецензентов отметил: «Те, кто чуть не умер в результате попытки самоубийства, болезни или несчастного случая, знают этот опыт: мольбы к Богу, волны страха и безумия, жестокость размышлений <…>. Эти песни сложно обвинить в грехах прог-металла; они слишком искренние, взяты из события, действительно изменившего жизнь их автора».
1 мая 2017 года стало известно, что группу покинул Рагнар Золберг из-за возникших разногласий. Позже к Pain of Salvaion вновь присоединился Йохан Халгрен, покинувший группу в 2011 году.
В 2020 году было объявлено о выходе нового альбома группы под названием Panther. Альбом был выпущен 28 августа 2020 года. После выхода «Accelerator», первого сингла альбома, стало известно, что группу покинул басист Густав Хильм из-за невозможности совмещения постоянной работы и участия в группе.

## Состав

### Текущий состав
- Даниэль Гильденлёв — вокал, гитара, бас-гитара, ударные, перкуссия, клавишные, сэмплинг, лютня, мандолина (c 1984);
- Йохан Халгрен — гитара, бэк-вокал, мандолина (1998—2011, с 2017);
- Лео Маргарит — ударные, перкуссия, бэк-вокал, мандолина (c 2007);
- Даниэль «D2» Карлссон — клавишные, перкуссия, бас-гитара, бэк-вокал (2011 (во время концертного тура), с 2011)

### Бывшие участники
- Йоаким Страндберг — бас-гитара (1984—1990)
- Микаэль Петтерссон — ударные (1984—1990)
- Даниэль Магдик — гитара, бэк-вокал (1986—1998)
- Йохан Лангелль — ударные, перкуссия, бэк-вокал (1990—2007)
- Магнус Йоханссон — бас-гитара (1990—1992)
- Кристоффер Гильденлёв — бас-гитара, виолончель, бэк-вокал (1994—2006)
- Фредрик Херманссон — клавишные (1996—2011)
- Саймон Андерссон — бас-гитара, бэк-вокал (2007—2008);
- Пер Шеландер — бас-гитара, бэк-вокал (2008—2010, в рамках тура)
- Рагнар Золберг — гитара, бэк-вокал, мандолина (2011—2017);
- Густав Хильм — бас-гитара, контрабас, бэк-вокал (1990—1994, 2011—2020)

## Дискография

### Студийные альбомы
- Entropia (1997)
- One Hour by the Concrete Lake (1998)
- The Perfect Element, part I (2000)
- Remedy Lane (2002)
- BE (2004)
- Scarsick (2007)
- Road Salt One (2010)
- Road Salt Two (2011)
- Falling Home (2014)
- In The Passing Light Of Day (2017)
- Panther (2020)

### Концертные записи
- 12:5 (2004)
- BE (Original Stage Production) (Live) (2005)
- The Second Death Of Pain Of Salvation (2009)
- Remedy Lane Re: lived (2016)

### EP
- Linoleum (2009)

### Синглы
- Ashes (2000)
- Road Salt (2010)
- Sisters (2010)
- Where It Hurts (2011)
- Meaningless (2016)
- Reasons (2016)
- ACCELERATOR (2020)
- RESTLESS BOY (2020)
- PANTHER (2020)

### Демо
- Hereafter (1996)